# Interstate 89
Interstate 89 (afgekort I-89) is een Interstate Highway in het noordoosten van de Verenigde Staten. De snelweg begint in Concord (New Hampshire) en eindigt in de staat Vermont bij de Canadese grens. Belangrijke steden langs de I-89 zijn Bow, Hopkinton, New London, Grantham, Lebanon en Highgate.

## Lengte

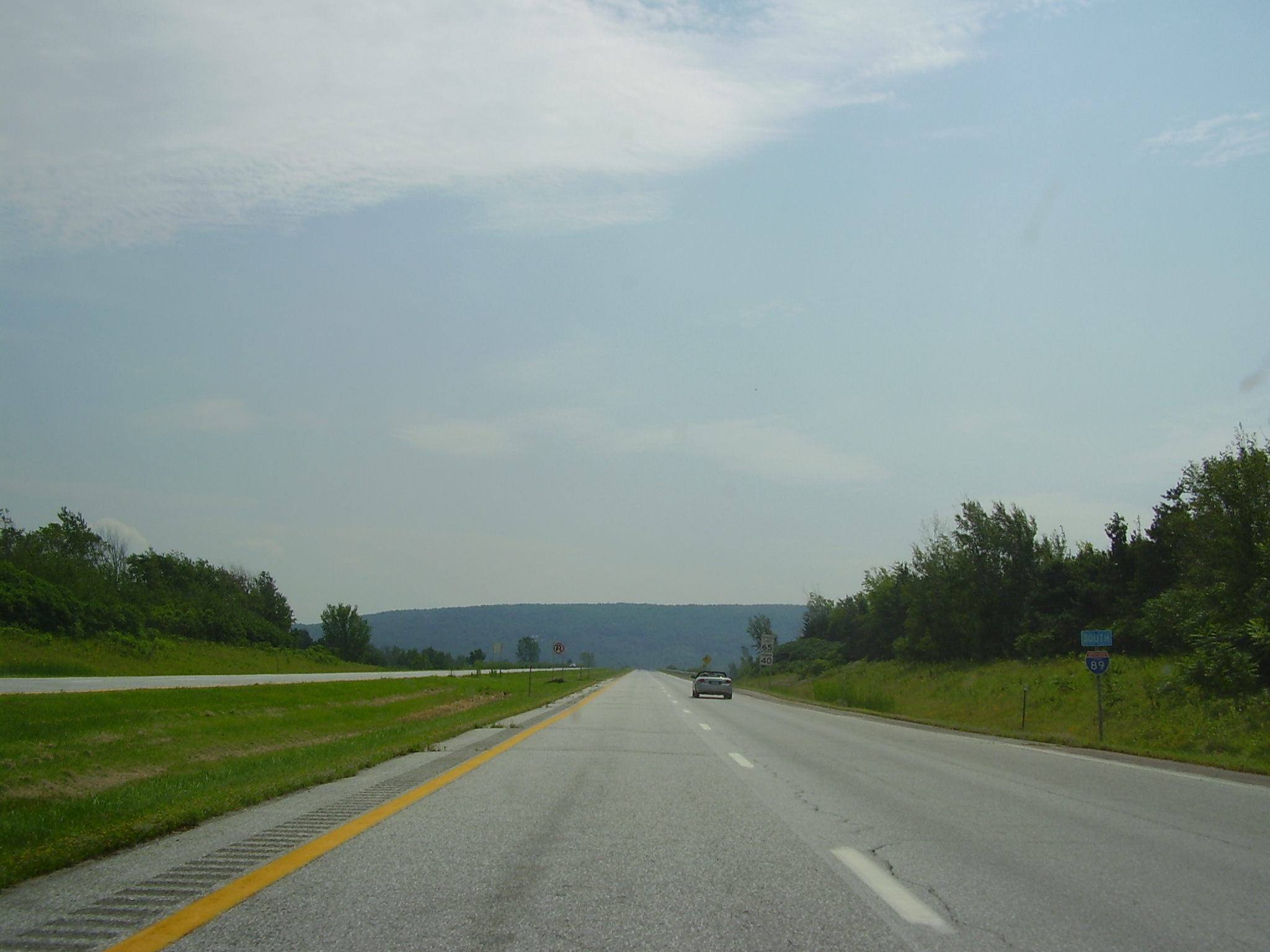
Interstate 89 zuidelijke richting, niet ver van de Canadese grens

| Staat         | km     | mijl   |  |
|               |        |        |  |
| New Hampshire | 97.89  | 60.80  |  |
| Vermont       | 209.70 | 130.25 |  |
|               |        |        |  |
| Totaal        | 307.59 | 191.05 |  |